# Путь Ленина (Омская область)
Пу́ть Ле́нина — деревня в Черлакском районе Омской области России. Входит в Елизаветинское сельское поселение.

## История
Основана в 1921 году.
В соответствии с Законом Омской области от 30 июля 2004 года № 548-ОЗ «О границах и статусе муниципальных образований Омской области» деревня вошла в состав образованного муниципального образования «Елизаветинское сельское поселение». 

## География
Находится  на  юге-востоке  региона,   в пределах Курумбельской степи, являющейся частью Чебаклы-Суминской впадины. 
В деревне имеется 5 улиц: Транспортная, Лесная, Первый Переулок, Зелёная, Молодёжная.

## Население
| 2010 |
| ---- |
| 334  |

Гендерный состав
По данным Всероссийской переписи населения 2010 года в гендерной структуре населения из 334 человек мужчин — 152, женщин — 182	(45,5 и 54,5 % соответственно)
Национальный состав
Согласно результатам переписи 2002 года, в национальной структуре населения русские составляли  72 % от общей численности населения в 404 чел. .

## Инфраструктура
Имеется неполная средняя школа, в которой обучается 44 человека (2012—2013 учебный год). 

## Транспорт
Просёлочные дороги.